# Genouillac (Creuse)
Genouillac ist eine Gemeinde im Zentralmassiv in Frankreich. Sie gehört zur Region Nouvelle-Aquitaine, zum Département Creuse, zum Arrondissement Guéret und zum Kanton Bonnat. 
Die Gemeindegemarkung wird im Norden von der Petite Creuse tangiert. Sie grenzt im Norden an La Cellette, im Nordosten an Bétête, im Südosten an Saint-Dizier-les-Domaines und Châtelus-Malvaleix, im Süden an Roches, im Südwesten an Bonnat sowie im Nordwesten an Moutier-Malcard.

## Sehenswürdigkeiten

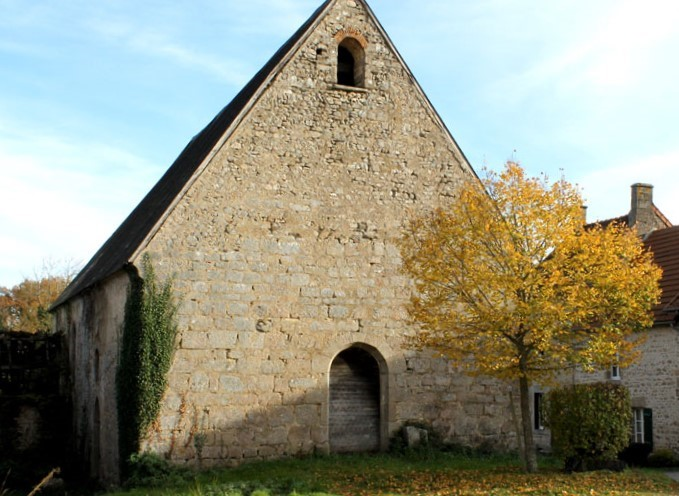
La chapelle abandonnée

- Kirche Saint-Pierre-ès-Liens
- La chapelle abandonnée

## Bevölkerungsentwicklung
| Jahr      | 1962 | 1968 | 1975 | 1982 | 1990 | 1999 | 2008 | 2012 |
| --------- | ---- | ---- | ---- | ---- | ---- | ---- | ---- | ---- |
| Einwohner | 1043 | 1010 | 859  | 783  | 775  | 781  | 806  | 772  |